# FRONT MISSION EVOLVED
『FRONT MISSION EVOLVED』（フロントミッション エボルヴ）は、2010年9月16日に発売されたコンピュータゲームソフト。対応ハードはPlayStation 3、Xbox 360、Windowsパソコン。
フロントミッションシリーズの作品だが、フロントミッション1から5までのような部隊を操るシミュレーションRPGではなく、ヴァンツァーのパイロットとして機体を操作するアクションシューティングゲーム（TPS）となっている。

## 物語
21世紀に実用化された人型機動兵器ヴァンツァーは急速にその市場を拡大し、さまざまな局面で使用されていた。
西暦2171年。ヴァンツァー開発会社のひとつ、ディアブルアビオニクス社に勤めるディラン・ラムゼイは試作型のヴァンツァーのテストを行っていた。ニューヨークは突如、謎のヴァンツァー部隊の襲撃を受け、ディランの父の勤めるU.S.N.国家戦略研究所も巻き込まれたとの連絡が入る。ディランは父の身を案じニューヨークへと向かい、事件に巻き込まれてゆく。

## ゲームシステム
ゲームはストーリーに沿って進行する一人プレイ用のシングルキャンペーンと、オンラインで複数のプレイヤーと対戦するマルチプレイの大きく二つのモードに分かれている。

### シングルキャンペーン
主人公のディランとして、ストーリーに沿ってミッションを遂行する。ミッションではヴァンツァーと呼ばれる巨大人型兵器に搭乗し戦う。ヴァンツァーはカスタマイズが可能。ミッションによってはヴァンツァーに乗らずに歩兵として戦う場面もある。アクションゲームが苦手なユーザー向けのイージーモードがある。

### マルチプレイ
ネットワークを通じて対戦するオンラインモード。最大で8人同時プレイが可能。本作はPS3、XB360、Windowsの3種類のハードで展開されるが、異なるプラットフォームでの対戦はできない。
「デスマッチ」「チームデスマッチ」「ドミネーション」「スプレマシー」の4つのルールがある。
デスマッチ
敵機体を倒し、そのスコアを競う。
チームデスマッチ
4対4のチーム戦。敵チームの機体を倒すとスコアが得られ、チームごとにスコアの合計を競う。
ドミネーション
チーム戦。マップ内の3箇所にある「銃座」を奪い合う。銃座を占領するとその銃座は自軍のものとなり、敵軍のユニットを自動的に攻撃するようになる。敵に占領された銃座を奪うには、破壊してから占領する必要がある。
スプレマシー
チーム戦。マップ内に1つだけある「キャプチャーポイント」を奪い合う。キャプチャーポイントは攻撃能力を持たず、一定時間で移動してしまうという特性がある。